# Santa Maria (Covilhã)
Santa Maria ist ein Ort und eine ehemalige Gemeinde (Freguesia) im portugiesischen Kreis Covilhã. Die Gemeinde hatte 3217 Einwohner (Stand 30. Juni 2011).
Am 29. September 2013 wurden die Gemeinden Covilhã (Santa Maria), Covilhã (São Martinho), Covilhã (São Pedro), Canhoso und Covilhã (Conceição) zur neuen Gemeinde União das Freguesias de Covilhã e Canhoso zusammengeschlossen.